# Boghni
Boghni (en kabyle : Vuɣni ou Buɣni, en tifinagh : ⴱⵓⵖⵏⵉ) est une commune de la wilaya de Tizi Ouzou, région de Kabylie en Algérie. Située à environ 38 km au sud-ouest de Tizi Ouzou, à 15 km à l'ouest d'Ouadhia et à 13 km à l'est de Draâ El Mizan.

## Géographie

### Localisation
La commune de Boghni est située au sud-ouest de la wilaya de Tizi Ouzou. Elle est délimitée :
| Aïn Zaouia | Maatkas                     | Mechtras    |
| Bounouh    | Boghni                      | Assi Youcef |
| Bounouh    | Taghzout (Wilaya de Bouira) |             |

### Localités de la commune
Outre la ville de Boghni, la commune est composée, à sa création en 1984 dans ses limites actuelles de 26 localités :
- Aït Ali
- Aït Hamouda
- Amrous
- Ath Moh Ouslimane
- Azaghar
- Ath Kouffi
- Ath Mendès
- Besri
- Elma
- Iaskren
- Ichiouache
- Ighil Anane
- Ighil N'Bil
- Ighveguelène
- Ighzer N'Chebel
- Ihadrienne
- Ilousathène
- Iouahianène
- Maala
- Mahbane
- Nidjilène
- Ouchallal
- Taghzat
- Tala Braham
- Tirmitine
- Tisseline

## Histoire

### Présence ottomane (1515-1830)
Un ancien fort ottoman à 6 km de la forêt de Cèdres subsiste encore. 

### Présence française (1830-1962)

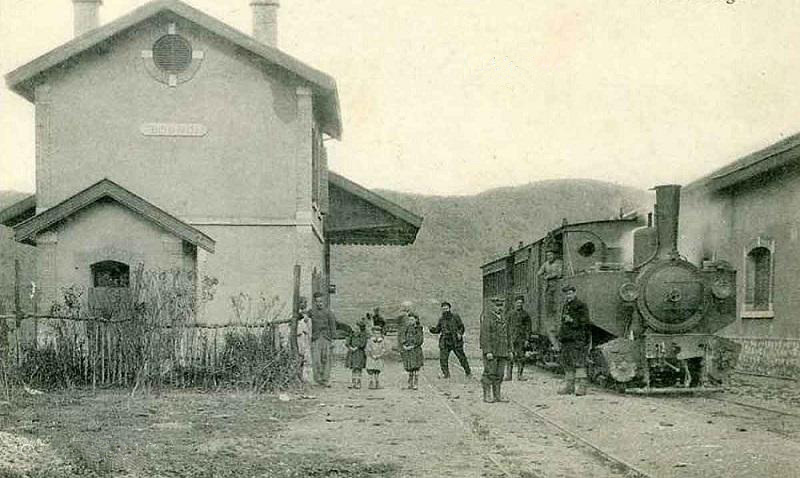
La Gare de Boghni

Petit village de Kabylie niché au pied du Djurdjura, commune mixte de Draâ El Mizan créée en 1876 dans le département d'Alger arrondissement de Palestro.
Devenue commune de plein exercice, sera rattachée en 1958 au nouveau département de Tizi-Ouzou. 

## Économie
L'agriculture est l'activité principale de la commune de Boghni. L'élevage est l'activité agricole la plus importante. Le cheptel est composé de bovins, de chèvres et de moutons. Le village d'Aït Mendes est réputé pour ses fromages (gruyère, fromage de chèvre, tomme...). 
L'industrie s'est développée avec l'installation de petites et moyennes entreprises spécialisées dans la fabrication d'articles scolaires, de boissons non alcoolisées, de chewing-gum, de biscuits, de chocolats, ainsi d'articles en plastique et d'imprimerie. 
La station touristique de Tala Guilef a connu un essor important depuis la réhabilitation de ses hôtels.

## Santé
La Daïra de Boghni dispose d'un EPH établissement public hospitalier d'une capacité de 200 lits et d'une polyclinique 
La Clinique médico-chirurgicale multidisciplinaire Nord-Afrique a ouvert ses portes au mois de mai 2011.

## Patrimoine
Un ancien fort ottoman situé au nord de la commune. Situé à 500 mètres d'altitude et construit au début du XVIIIe siècle par le Caïd turc de la Basse Kabylie, Ali Khodja, c'est une des plus importantes forteresses implantées par les Ottomans en Kabylie.